# 48e cérémonie des Tony Awards
La 48e cérémonie des Tony Awards a eu lieu le 12 juin 1994 au Gershwin Theatre de Broadway et fut retransmise sur CBS. La cérémonie récompensait les productions de Broadway en cours pendant la saison 1993-1994.

## Cérémonie
La cérémonie a été présentée par Anthony Hopkins et Amy Irving.

### Prestations
Victor Garber présenta plusieurs scènes des comédies musicales nommés en 1994 :
- Grease - ("We Go Together" - la troupe);
- She Loves Me - ("I Don't Know His Name"/"She Loves Me" - Diane Fratantoni, Sally Mayes et Boyd Gaines);
- Damn Yankees - ("Shoeless Joe From Hannibal, Mo." - Vicki Lewis et la troupe);
- Carousel - ("You'll Never Walk Alone"- Shirley Verrett et la troupe).
- Vanessa L. Williams en direct de Toronto présenta Show Boat - ("Ol' Man River" - Michel Bell et la troupe).

Lors de la soirée, plusieurs personnalités se sont succédé pour la présentation des prix dont ; George Abbott, Alan Alda, Jane Alexander, Carol Burnett, Nell Carter, Glenn Close, Tony Danza, Ossie Davis, Ruby Dee, Peter Falk, Melanie Griffith, Madeline Kahn, Harvey Keitel, Jack Klugman, Swoosie Kurtz, Linda Lavin, Michael Learned, Steve Martin, Bebe Neuwirth, Rosie O'Donnell, Bernadette Peters, Tony Randall, Tony Roberts, Martin Short, Paul Sorvino, Jean Stapleton, Marlo Thomas, Gwen Verdon, Vanessa L. Williams.
Plusieurs spectacles musicaux présentèrent quelques numéros en live :
- A Grand Night for Singing - ("People Will Say We're in Love"/"Some Enchanted Evening"/"It's a Grand Night for Singing" - La troupe);
- La Belle et la Bête - ("Me"/"Be Our Guest"/"If I Can't Love Her"/"Beauty and the Beast" - La troupe);
- Cyrano: The Musical (La troupe);
- Passion ("Happiness"/"Drums et Music"/"Finale" - La troupe).

## Palmarès
| Meilleure pièce | Meilleure comédie musicale |
| --- | --- |
| - Angels in America – Tony Kushner - Broken Glass – Arthur Miller - The Kentucky Cycle – Robert Schenkkan - Twilight: Los Angeles, 1992 – Anna Deavere Smith | - Passion - A Grand Night for Singing - La Belle et la Bête - Cyrano: The Musical |
| Meilleure reprise d'une pièce | Meilleure reprise d'une comédie musicale |
| - Un inspecteur vous demande - Abe Lincoln in Illinois - Medée - Timon d'Athènes | - Carousel - Damn Yankees - Grease - She Loves Me |
| Meilleur acteur dans une pièce | Meilleure actrice dans une pièce |
| - Stephen Spinella – Angels in America dans le rôle de Prior Walter - Brian Bedford – Timon d'Athènes dans le rôle de Timon - Christopher Plummer – No Man's Land dans le rôle de Spooner - Sam Waterston – Abe Lincoln in Illinois dans le rôle d'Abraham Lincoln                            | - Diana Rigg – Medée dans le rôle de Medée - Nancy Marchand – Black Comedy dans le rôle de Mrs. Furnival/Sophie - Joan Rivers – Sally Marr and Her Escorts dans le rôle de Sally Marr - Anna Deavere Smith – Twilight: Los Angeles, 1992 dans le rôle de plusieurs personngaes |
| Meilleur acteur dans une comédie musicale | Meilleure actrice dans une comédie musicale |
| - Boyd Gaines – She Loves Me dans le rôle de Georg Nowack - Victor Garber – Damn Yankees dans le rôle de Mr. Applegate - Terrence Mann – La Belle et la Bête dans le rôle de La Bête - Jere Shea – Passion dans le rôle de Giorgio                                                            | - Donna Murphy – Passion dans le rôle de Fosca - Susan Egan – La Belle et la Bête dans le rôle de Belle - Dee Hoty – The Best Little Whorehouse Goes Public dans le rôle de Mona Stangley - Judy Kuhn – She Loves Me dans le rôle de Amalia Balash                             |
| Meilleur acteur de second rôle dans une pièce | Meilleure actrice de second rôle dans une pièce |
| - Jeffrey Wright – Angels in America dans le rôle de plusieurs personnages - Larry Bryggman – Picnic dans le rôle d'Howard Bevans - David Marshall Grant – Angels in America dans le rôle de plusieurs personnages - Gregory Itzin – The Kentucky Cycle dans le rôle de plusieurs personnages | - Jane Adams – Un inspecteur vous demande dans le rôle de Sheila Birling - Debra Monk – Picnic dans le rôle de Rosemary Sydney - Jeanne Paulson – The Kentucky Cycle dans le rôle de plusieurs personnages - Anne Pitoniak – Picnic dans le rôle d'Helen Potts                 |
| Meilleur acteur de second rôle dans une comédie musicale | Meilleure actrice de second rôle dans une comédie musicale |
| - Jarrod Emick – Damn Yankees dans le rôle de Joe Hardy - Tom Aldredge – Passion dans le rôle de Dr. Tambourri - Gary Beach – La Belle et la Bête dans le rôle de Lumière - Jonathan Freeman – She Loves Me dans le rôle de Headwaiter                                                        | - Audra McDonald – Carousel dans le rôle de Carrie Pipperidge Snow - Marcia Lewis – Grease dans le rôle de Miss Lynch - Sally Mayes – She Loves Me dans le rôle d'Ilona Ritter - Marin Mazzie – Passion dans le rôle de Clara                                                  |
| Meilleur livret de comédie musicale | Meilleure partition originale |
| - James Lapine – Passion - Walter Bobbie – A Grand Night for Singing - Linda Woolverton – La Belle et la Bête - Koen van Dijk – Cyrano: The Musical | - Passion – Stephen Sondheim (musique et paroles) - La Belle et la Bête – Alan Menken (musique), Howard Ashman et Tim Rice (paroles) - Cyrano: The Musical – Ad van Dijk (musique), Koen van Dijk, Peter Reeves et Sheldon Harnick (paroles)                                   |
| Meilleurs décors | Meilleurs costumes |
| - Bob Crowley – Carousel - Peter J. Davidson – Medée - Ian MacNeil – Un inspecteur vous demande - Tony Walton – She Loves Me | - Ann Hould-Ward – La Belle et la Bête - David Charles et Jane Greenwood – She Loves Me - Jane Greenwood – Passion - Yan Tax – Cyrano: The Musical |
| Meilleures lumières | Meilleure chorégraphie |
| - Rick Fisher – Un inspecteur vous demande - Beverly Emmons – Passion - Jules Fisher – Angels in America - Natasha Katz – La Belle et la Bête | - Sir Kenneth MacMillan – Carousel - Jeff Calhoun – Grease - Rob Marshall – Damn Yankees - Rob Marshall – She Loves Me |
| Meilleure mise en scène pour une pièce | Meilleure mise en scène pour une comédie musicale |
| - Stephen Daldry – Un inspecteur vous demande - Gerald Gutierrez – Abe Lincoln in Illinois - Michael Langham – Timon d'Athènes - George C. Wolfe – Angels in America | - Nicholas Hytner – Carousel - Scott Ellis – She Loves Me - James Lapine – Passion - Robert Jess Roth – La Belle et la Bête |

## Autres récompenses
Le Regional Theatre Tony Award a été décerné à McCarter Theatre et le Lifetime Achievement Award à Jessica Tandy et Hume Cronyn.